# Microsoft Office Picture Manager
Microsoft Office Picture Manager oder kurz Picture Manager ist ein ehemals von Microsoft entwickeltes Bildbetrachtungs- und -bearbeitungsprogramm für Windows. Es war Bestandteil des Office-Paketes Microsoft Office ab Version 2003. Seit Microsoft Office 2013 ist es nicht mehr Bestandteil und wurde im Wesentlichen durch Windows Live Photo Gallery ersetzt.

## Geschichte
In Microsoft Office 97, das am 30. Dezember 1996 erschien, war erstmals das Programm Microsoft Photo Editor enthalten. Daraus entwickelte sich der Picture Manager, der am 17. November 2003 mit der Veröffentlichung von Microsoft Office 2003 zum ersten Mal im Programmpaket Office enthalten war. In Microsoft Office 2013 wurde es aus dem Office-Paket entfernt. Derzeit ist es noch als Zubehör bei Microsoft im kostenlosen Paket „SharePoint Designer 2010“ beinhaltet und kann bei Microsoft heruntergeladen werden.

## Funktionen
Picture Manager ermöglicht zum einen das Betrachten von Bilddateien sowie deren Bearbeitung. Es ist möglich, die Größe von Bildern zu ändern, ohne dass sie verpixeln. Außerdem bietet das Programm einige Effekte und Filter wie z. B. Autokorrektur, Rote-Augen-Effekt-entfernen, Drehen und spiegeln, Zuschneiden und Farbe. Spezielle Effekte für Fotos, wie Schärfen oder Weichzeichnen, die in Photo Editor implementiert waren, sind nicht mehr vorhanden.
Im Gegensatz zu den meisten anderen Programmen des Office-Paketes hat Picture Manager seine Benutzeroberfläche aus den Anfangsjahren weitgehend beibehalten. Die in Office 2007 eingeführte Ribbon-Oberfläche gab es in Picture Manager nicht, trotzdem wurde sie minimal an die jeweiligen Office-Versionen angepasst.